# さいたま市立与野南小学校
さいたま市立与野南小学校（さいたましりつ よのみなみしょうがっこう）は、埼玉県さいたま市中央区にある公立小学校。

## 沿革
- 1978年（昭和53年）4月1日 - 与野市立南小学校として開校。
- 2001年（平成13年）5月1日 - さいたま市誕生により、さいたま市立与野南小学校に改称。

## 交通
- JR埼京線南与野駅から徒歩9分。